# Mycetophila isabelae
Mycetophila isabelae är en tvåvingeart som beskrevs av Duret 1981. Mycetophila isabelae ingår i släktet Mycetophila och familjen svampmyggor. Inga underarter finns listade i Catalogue of Life.